# Izotransplantacja
Izotransplantacja (gr. ἴσος isos, "równy") – przeszczepianie narządów lub tkanek osobie identycznej genetycznie, np. bliźnięciu monozygotycznemu, czy pomiędzy szczepami wsobnymi u zwierząt.